# جيريمي روز
جيريمي روز (بالإنجليزية: Jeremy Rose)‏ هو فارس أمريكي، ولد في 1 أبريل 1979 في بيلفونتي في الولايات المتحدة.